# Lophostropheus
Lophostropheus („obratle s hřebenem“) byl rod malého teropodního dinosaura z nadčeledi Coelophysoidea, žijící na území současné Francie v období přelomu triasu a jury (asi před 200 miliony let, geologický věk hettang).

## Historie
Fosilie tohoto teropoda byly vykopány Claudem Pareynem v roce 1959 na lokalitě lomu Airel (oblast Basse-Normandie v Normandii) v sedimentech souvrství Moon-Airel. V roce 1966 popsal tento materiál paleontolog Albert-Félix de Lapparent pod jménem Halticosaurus sp. V roce 1993 byly fosilie přejmenovány na Liliensternus airelensis, tedy jako nový druh již známého roku Liliensternus. Konečně v roce 2007 bylo stanoveno nové rodové jméno, Lophostropheus airelensis.

## Popis
Lophostropheus byl menším teropodem o délce 3 až 5 metrů a hmotnosti zhruba 100 až 200 kilogramů. Představoval predátora, lovícího menší obratlovce a mláďata jiných dinosaurů.

## Zařazení
Podle provedené fylogenetické analýzy spadal tento druh do kladu Coelophysoidea a jeho blízkými příbuznými byly rody Sinosaurus a Cryolophosaurus.